# Leib Lensky
Leib Lensky, właśc. Leon Księski (ur. 15 grudnia 1903 w Szydłowie, zm. 2 maja 1991 w Nowym Jorku) – amerykański aktor i leksykograf.

## Życiorys
Urodził się w Szydłowie, w rodzinie pochodzenia żydowskiego. Miał trzech braci – Moshe, Avrahama i Motela, oraz młodszą siostrę Perl. Przed wojną jego rodzina prowadziła sklep z wyrobami skórzanymi przy szydłowskim rynku, w pobliżu Bramy Krakowskiej. Od 1930 do 1946 mieszkał we Francji, gdzie występował w teatrach żydowskich w Paryżu. Wystąpił także w filmie Jeana Renoira Towarzysze broni (La Grande Illusion, 1937). Widywano go również na scenach w hebrajskojęzycznych produkcjach w Izraelu. W późnych latach 40. przybył do Nowego Jorku, gdzie grał głównie w anglojęzycznych teatrach, filmie, telewizji i reklamie. Do końca życia pojawiał się na uroczystościach związanych z obchodami rocznicy śmierci Szolema Alejchema.
Zmarł na raka wątroby w wieku 82 lat w szpitalu Beth Israel na Manhattanie.

## Filmografia

### Filmy fabularne
| Rok  | Tytuł                                             | Rola                         | Reżyser                     |
| ---- | ------------------------------------------------- | ---------------------------- | --------------------------- |
| 1937 | Towarzysze broni (La Grande Illusion)             |                              | Jean Renoir                 |
| 1968 | Żegnaj Braverman (Bye Bye Braverman)              | kustosz                      | Sidney Lumet                |
| 1971 | Jennifer on My Mind                               | kantor w synagodze           | Noel Black                  |
| 1971 | Who Says I Can't Ride a Rainbow!                  |                              | Edward Mann                 |
| 1972 | Rivals                                            | rabin                        | Krishna Shah                |
| 1975 | Zalmen: or, The Madness of God, TV                | Shmuel                       | Peter Levin, Alan Schneider |
| 1975 | Ulica Hester (Hester Street)                      | przekupień                   | Joan Micklin Silver         |
| 1975 | Miłość i śmierć (Love and Death)                  | ojciec Andriej               | Woody Allen                 |
| 1975 | Blood Bath                                        |                              | Joel M. Reed                |
| 1977 | A Secret Space                                    | Shamos                       | Roberta Hodes               |
| 1980 | Świąteczne zło (You Better Watch Out)             | Mikołaj                      | Lewis Jackson               |
| 1982 | Mur (The Wall, TV)                                |                              | Robert Markowitz            |
| 1982 | Werdykt (The Verdict)                             | pacjent na wózku inwalidzkim | Sidney Lumet                |
| 1982 | Echoes                                            | portier zakulisowy           | Arthur Allan Seidelman      |
| 1984 | Na brooklińskim moście (Over the Brooklyn Bridge) | Pan Goodman                  | Menahem Golan               |
| 1986 | Agent on Ice                                      | Max                          | Clark Worswick              |
| 1986 | Dzika namiętność (Something Wild)                 | Frenchy                      | Jonathan Demme              |
| 1991 | Milczenie owiec (The Silence of the Lambs)        | Pan Lang                     | Jonathan Demme              |

### Seriale
- 1976: Kojak jako zamiatacz Charlie
- 1985: Evergreen jako przekupień
- 1987: McCall (The Equalizer) jako starszy mężczyzna
- 1990: H.E.L.P. jako Leopold